# 尾崎雄二
尾崎 雄二（おさき ゆうじ、1985年9月29日 - ）は、長崎県東彼杵郡川棚町出身のボートレーサーで、元サッカー選手。登録第4695号。身長168cm。血液型O型。父は競艇選手の尾崎鉄也（登録第2912号）。110期。同期に喜多須杏奈、上條暢嵩、冨好祐真らがいる。
好きな食べ物は焼き鳥。嫌いな食べ物はしいたけ。

## 来歴

### サッカー
大分トリニータU-18から桃山学院大学を経て、2008年ファジアーノ岡山FCに加入。ポジションはDF(サイドバック)。2009シーズン終了後に戦力外通告を受ける。

#### 所属クラブ
- 川棚町立川棚中学校
- 大分トリニータU-18
- 2004年 - 2007年 桃山学院大学
- 2008年 - 2009年 ファジアーノ岡山

#### 個人成績
| 国内大会個人成績 | 国内大会個人成績 | 国内大会個人成績 | 国内大会個人成績 | 国内大会個人成績 | 国内大会個人成績 | 国内大会個人成績 | 国内大会個人成績 | 国内大会個人成績 | 国内大会個人成績 | 国内大会個人成績 | 国内大会個人成績 |
| 年度             | クラブ           | 背番号           | リーグ           | リーグ戦         | リーグ戦         | リーグ杯         | リーグ杯         | オープン杯       | オープン杯       | 期間通算         | 期間通算         |
| 年度             | クラブ           | 背番号           | リーグ           | 出場             | 得点             | 出場             | 得点             | 出場             | 得点             | 出場             | 得点             |
| 日本             | 日本             | 日本             | 日本             | リーグ戦         | リーグ戦         | リーグ杯         | リーグ杯         | 天皇杯           | 天皇杯           | 期間通算         | 期間通算         |
| ---------------- | ---------------- | ---------------- | ---------------- | ---------------- | ---------------- | ---------------- | ---------------- | ---------------- | ---------------- | ---------------- | ---------------- |
| 2008             | 岡山             | 24               | JFL              | 27               | 0                | -                | -                | 2                | 0                | 29               | 0                |
| 2009             | 岡山             | 2                | J2               | 23               | 0                | -                | -                | 1                | 0                | 24               | 0                |
| 通算             | 日本             | 日本             | J2               | 23               | 0                | -                | -                | 1                | 0                | 24               | 0                |
| 通算             | 日本             | 日本             | JFL              | 27               | 0                | -                | -                | 2                | 0                | 29               | 0                |
| 総通算           | 総通算           | 総通算           | 総通算           | 50               | 0                | -                | -                | 3                | 0                | 53               | 0                |

### ボートレース

#### 来歴
- 2011年4月13日、ボートレーサーを養成するやまと学校に入校し、リーグ戦勝率5.10（準優出3　優出1）の成績を残した。
- 2012年3月17日選手登録。
- 2012年5月9日からボートレース大村で開催された 一般戦「ＢＯＡＴ ＢＯＹ杯」初日第1Rでデビュー[1]。（6着）
- 2013年6月2日からボートレースからつで開催された 一般戦「B級開運バトル（オール抽選レース）」5日目第7Rにて初勝利[2]。

#### 戦績
- 出走回数：1378回
- 1着回数：80回
- 優出回数：0回
- フライング(F)回数：9回
- 出遅れ(L)回数：0回
- 通算勝率：3.65
- 2連対率：16.69
- 3連対率：29.03
- 生涯獲得賞金：69,074,560円